# Балман
Балман — село в Куйбышевском районе Новосибирской области. Административный центр Балманского сельсовета.

## География
Площадь села — 61 гектар.

## Население
| 2002 | 2007 | 2010 |
| ---- | ---- | ---- |
| 387  | ↗411 | ↘300 |

## Инфраструктура
В селе по данным на 2007 год функционируют 1 учреждение здравоохранения и 1 учреждение образования.